# Los Milagros
Los Milagros es un corregimiento del distrito de La Mesa en la provincia de Veraguas, República de Panamá. La localidad tiene 1.096 habitantes (2010). Está compuesto de los siguientes Regimientos: El Rodeo (Cabecera), Los Flores, Los Rosas, Güarumal, Los Ríos, La Matilla, El Gavilan, Los Castillos, El Mostrenco, Palo Alto. Fue creado mediante LEY No. 27 De 27 de junio de 2002, Que crea el corregimiento Los Milagros, en el distrito de La Mesa, provincia de Veraguas, y modifica el artículo 56 de la Ley 58 de 1998.